# Stichelton
Stichelton es un queso azul inglés. Es similar al queso Blue Stilton, excepto que no utiliza leche pasteurizada ni cuajo producido en fábrica . El nombre proviene de una forma del nombre de la aldea de Stilton en el Domesday Book (Stichiltone/Sticiltone) de 1086, ya que el nombre Stilton no se puede usar legalmente para el queso.
Randolph Hodgson de Neal's Yard Dairy y el estadounidense Joe Schneider producen Stichelton en pequeños lotes en una lechería en Cuckney en el extremo norte del bosque de Sherwood, Nottinghamshire . Utilizan leche cruda, cuajo del estómago de los terneros y curtidos y alisados a mano.

## Historia
Aunque la mayoría de los quesos Stilton se han elaborado con leche pasteurizada durante muchos años, hasta 1989 la lechería Colston Bassett fabricaba un Stilton con leche no pasteurizada . Sin embargo, tras un brote de intoxicación alimentaria vinculado incorrectamente a la lechería y que posteriormente se reveló infundado, decidieron poner fin a la producción del queso no pasteurizado. En 1996, esta decisión se consagró permanentemente cuando la UE otorgó a Stilton el estatus de Denominación de Origen Protegida, con uno de los criterios siendo el uso de leche de vaca pasteurizada.
Stichelton es producido por una sociedad que incluye a Randolph Hodgson, propietario del minorista especializado en quesos Neal's Yard Dairy, y Joe Schneider, un estadounidense que había sido quesero en los Países Bajos y el Reino Unido. A finales de 2004, Schneider y Hodgson discutieron la posibilidad de recrear un queso estilo Stilton sin pasteurizar. Finalmente encontraron un local en el que empezar su lechería, en Welbeck Abbey Estate cerca de Worksop en Nottinghamshire.
Incapaz de ser descrito como un Stilton, el nuevo queso se llamó Stichelton, que según sus fabricantes se basó en el nombre original del pueblo de Stilton (la ortografía Stichelton aparece en el Lincoln Rolls del siglo XIII). El primer queso Stichelton se produjo en octubre de 2006, según se informa a partir de un cultivo iniciador obtenido del productor original por el colega de Hodgson, y posteriormente mantenido vivo durante quince años.

## Fabricación
Stichelton se elabora en una lechería, a partir de la leche no pasteurizada de vacas Friesian-Holstein en Collinthwaite Farm, en Welbeck Estate en Nottinghamshire. La revista ForbesLife lo describió como un "queso suntuoso que establece una cadena de sensaciones complejas, suculentas y llenas de sabor en la boca: afrutado y salado, mantecoso y terroso, fuerte y cremoso". Robin Hood nunca lo había tenido tan bien"  El cultivo iniciador del queso se conoce como MT36, el cultivo original utilizado en los Stilton no pasteurizados anteriores a 1989, y es diferente del cultivo que se utiliza en los pasteurizados modernos. MT36 casi se perdió, pero se le envió un frasco a Ray Osborne, un productor inicial, quien lo mantuvo vivo durante 18 años. 